# Henry Czerny
Henry Czerny, född 8 februari 1959 i Toronto, Ontario, är en kanadensisk skådespelare.

## Filmografi (i urval)
- 1994 – Påtaglig fara
- 1996 – Mission: Impossible
- 1997 – The Ice Storm
- 2005 – Chaos
- 2005 – Besatt
- 2006 – Fido
- 2006 – Rosa pantern
- 2007 – The Tudors (TV-serie)
- 2010 – Less Than Kind (TV-serie)
- 2010 – The A-Team
- 2011 – Falling Skies (TV-serie)
- 2011 – Revenge (TV-serie)
- 2015 – Remember
- 2019 – Ready or Not
- 2023 – Scream VI
- 2023 – Mission: Impossible – Dead Reckoning Part One
- 2025 – Mission: Impossible – The Final Reckoning